# 酒屋通り

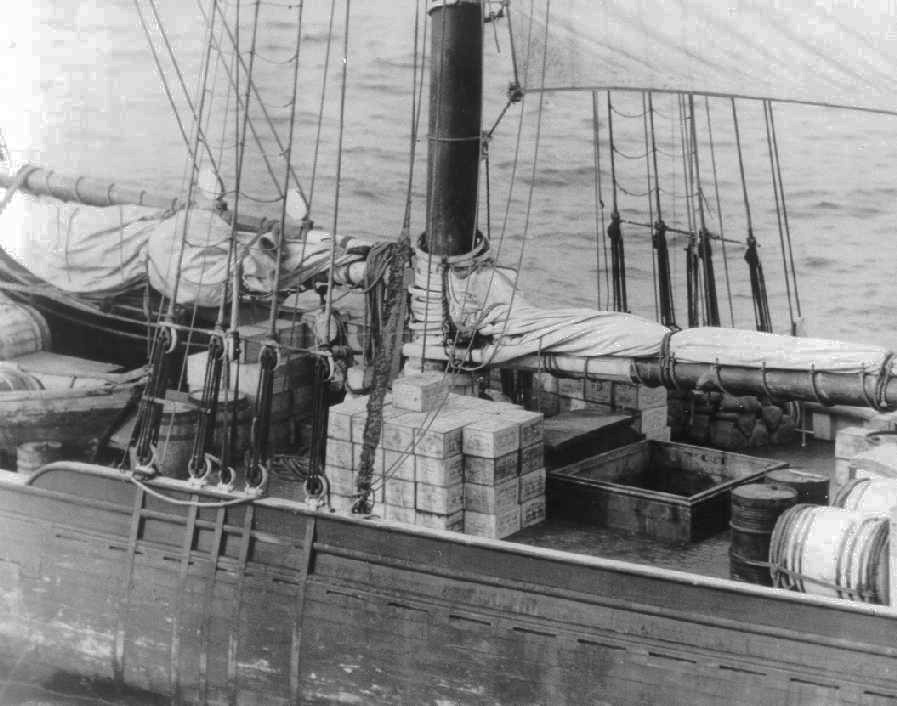
密輸に使用されたスクーナー。酒の荷受が行われる地域一帯は「酒屋通り」と呼ばれた。

酒屋通り（Rum row）は、アメリカ合衆国における禁酒法の時代に、ヨーロッパで製造された酒を積んだ密輸船が停泊していたアメリカ領外地域の通称である。一般にはニュージャージー州からロングアイランド島のモントーク岬にかけての沖合いを指す。

## 概要
飲料用アルコールの製造販売を禁じたアメリカ合衆国憲法修正第18条は1917年12月18日に議会を通過し、批准のために各州へ送付された後に、ミシシッピ州をはじまりとして順次承認されていった。同時に、執行法であるボルステッド法も1919年10月28日に成立し、1920年1月17日よりいわゆるアメリカにおける禁酒法の時代が始まった。
これに伴いアメリカでは酒類の密輸・密造・密売が横行するようになった。当時の合衆国外周18,700マイルは、どこでも密輸入酒の搬入経路となったが、需要供給の関係からいくつかの経路に集中するようになり、ニューヨークやボストンが位置する北大西洋ルートはその主要な経路のひとつとなった。
ヨーロッパから大西洋を渡ってやってきた密輸船はアメリカ領海外上に連結して停泊し、ここに密輸業者より依頼を受けて海岸より小船を出して買い付けに来る方式が取られた。海上での取引を揶揄して、いつしかこうした取引が行われる地域を「酒屋通り（ラム・ロウ）」と呼ぶようになった。

## ラム・ランナー

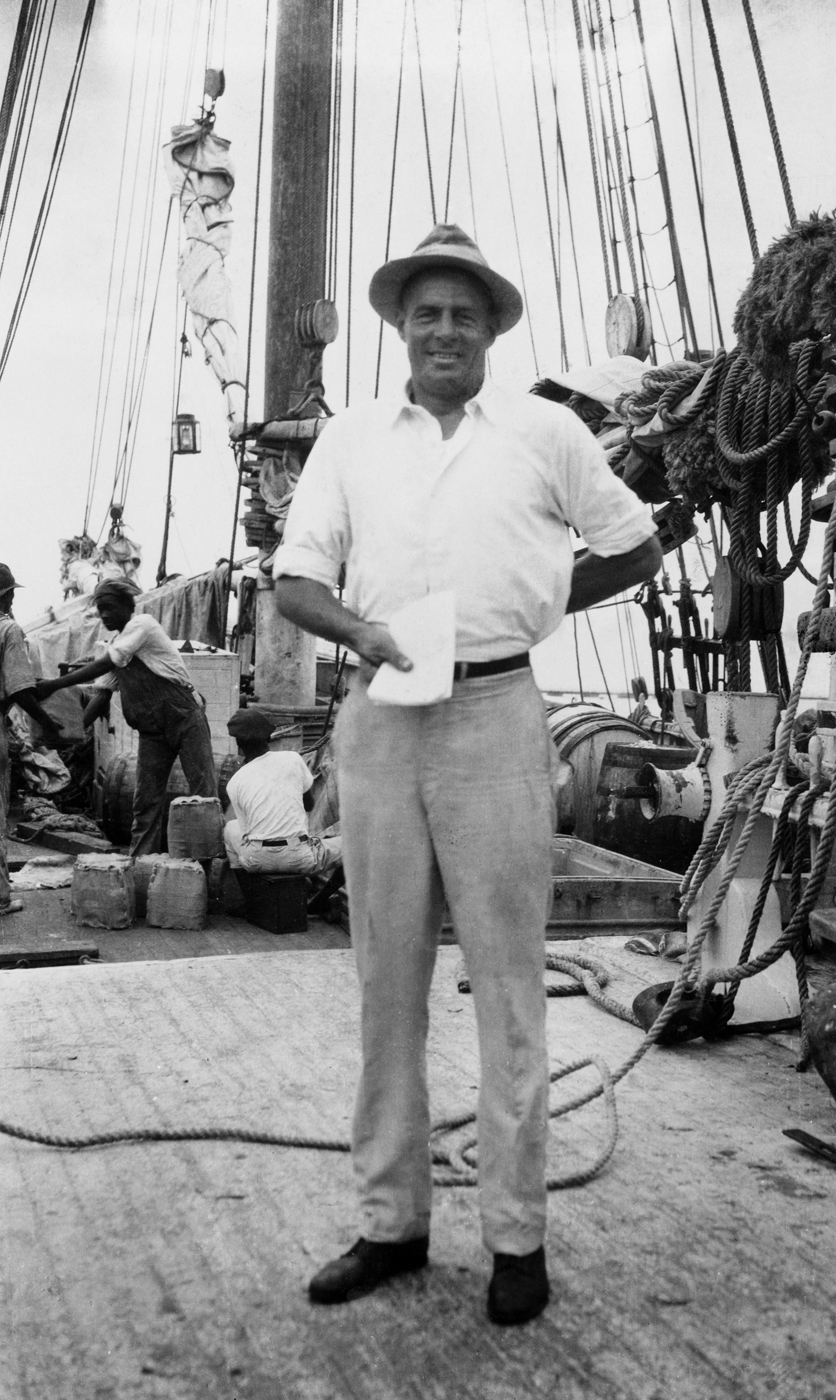
ラム・ランナーのウィリアム・マッコイ

アメリカ側から酒屋通りに向かう小船はラム・ランナーと呼ばれ、荷受は主として漁師が副業として従事した。荷受業は「危険を伴うが儲かる仕事」として人気を博し、ロングアイランド島はラム・ランナーのメッカとなった。
ラム・ランナーには漁師が持つスクーナー型の漁船がそのまま使用されることが多かった。帆船であるがゆえに速度が遅く、警備艇に拿捕される率は非常に高かった。このため、積荷をカモフラージュするため、船底を二重化したり、潜水艦と呼ばれるタンクに酒を入れて海中を牽引したりと、様々な仕組みが考案されるようになった。密輸業者として多大な富を築いたウィリアム・マッコイは積荷面積を大幅に縮小する麻布縛り（バーロック）を考案し、同時代の多くの同業者に広まった。

## 規制の強化
無法化する大西洋岸での取締まり強化を目的としてアメリカ政府は1924年、沿岸警備隊の補強予算として1400万ドルもの予算を成立させた。これによって高速警備艇やモーターボートが取り入れられたほか、海軍より20隻の魚雷駆逐艦と2隻の掃海艇を譲り受け、ラム・ランナーに対抗しようとした。
また、北大西洋ルートを通る密輸業者にはイギリス人を中心とした組織が多くあったことなどから、1922年ごろよりイギリス政府へ働きかけをはじめ、1924年1月、ワシントンにて密輸入酒会議が開催され、領外拿捕に関する政府間条約が取り付けられた。これによってアメリカの海岸線から1時間以内で到達できる航行距離内においてアメリカ係官による臨検、積荷の押収、船舶の拿捕が行えるようになった。同様の条約は順次、デンマーク、ノルウェー、パナマ、フランス、ドイツ、オランダ、カナダなどとも締結された。
こうした警備体制の強化により、1921年には23隻だった密輸船捕獲数は1927年には353隻となり、酒屋通りでの密輸行為は激減した。当時の財務長官であったアンドリュー・メロンは「悪名高い酒屋通りを全て排除した」と宣言するに至った。